# Nef
Nef是一种质量约为27-35千道尔顿的较小的豆蔻酰化的蛋白质，由灵长类慢病毒编码。其名称中的Nef是英文全称Negative Regulatory Factor的简写，意即负调节因子。编码Nef的慢病毒包括我们所熟知的造成AIDS的人類免疫缺陷病毒(HIV-1和HIV-2)还有猴免疫缺陷病毒(SIV)。Nef主要位于位于细胞质中，部分存在于细胞膜，属于致病因子之一；而致病因子是一类表达致病性的蛋白，这一类蛋白能够起到操纵宿主细胞机制的作用，从而使得病毒能够感染、生存乃至不断复制。虽然Nef字面意思是负调节因子，而且该蛋白也不是HIV-1病毒复制所必需，但是其在宿主体内的存在可以显著地提高病毒滴度。该蛋白被认为是由感染HIV到发展为AIDS的过程中所必需的蛋白。

## 功能
Nef在病毒生命周期中较早得到表达，可以确保T细胞的激活以及持续感染状态的建立，而这两点则是HIV病毒感染的基本特征。病毒所表达的Nef大大减少了受感染细胞内部的变化，蛋白质在细胞表面的表达的调节、细胞骨架的重塑、信号通信等都受之影响。由于受感染细胞所保持的活化状态对HIV-1感染的成功率起到极大影响，剩余T细胞充分地对T细胞受体刺激产生反应尤为重要。而HIV-1所表达的Nef降低了激活CD4+淋巴细胞的阈值，不过这仍不足以在外源性刺激不足的情况下使得受感染细胞进入活化状态。
Nef通过劫持细胞通信，方便自身的生存与复制。通过减少CD4受体和Lck，Nef产生了较微弱的免疫应答，方便其复制，并且产生了一批易受其影响的细胞，而使得病毒能够进一步地感染。Nef将具有激酶活性的p56lck由质膜导向至早期或者晚期的胞內體和反面高尔基网。在表达Nef的细胞中，与这两者关联的一类lck处于具有催化活性构型下，从而能够进行细胞通信。T细胞受体信号通信发生在质膜上时，Ras-GTPase的激活发生于包括高尔基体等处的细胞内。Nef引起了细胞内活性lck的增加，从而导致局部的RAS活性上升，ERK激酶的加强活化，以及白细胞介素-2的产生。白细胞介素-2（IL-2）可以刺激T细胞生长、激增、分化以产生效应T细胞，而这一过程又产生了一批可以受到感染的细胞。通过白细胞介素-2，受感染的T细胞自我激活，刺激了其自身而产生效应T细胞，从而再一次触发了HIV-1的感染与增殖机制。
Nef诱导受感染细胞破坏自體免疫机制，从而避开宿主的免疫反应。Nef将负免疫调节剂CTLA-4作为溶酶体降解目标，从而减少了其细胞表面和总表达量。与CD28分子不同，CD28激活T细胞，而CTLA-4的激活则会抑制病毒的产生。HIV-1一类的慢病毒获得了Nef在内的一类蛋白来进行一系列的功能，这些功能中就有，在CTLA-4抵达质膜前识别之，并将之标记为待降解。目前已知，Nef会磷酸化Bcl-2蛋白家族中与促进细胞凋亡相关的蛋白Bad蛋白（即Bcl-2相关死亡促进因子）而使之失活，从而避免受感染细胞凋亡。
细胞骨架重塑被认为在早期的感染中减少了T细胞受体信号通信，而在是时，细胞骨架重塑亦或多或少已经为Nef所影响。肌动蛋白重塑普遍由丝切蛋白蛋白调节。Nef能够与被称为PAK2的细胞激酶结合，后者使丝切蛋白磷酸化并且失活，从而起到妨害早期T细胞受体信号通信的作用。

## 临床意义
悉尼血库组（The Sydney blood bank cohort，简称SBBC）是八名病人组成的特殊的一组人，这八人注射输入了艾滋病病人血液后却长期无症状。研究表明，他们身上的病毒株为删去Nef的变种。
2018年2月的一项研究表明，Nef不依赖于HIV进行循环，其随宿主细胞进入人体其他部位，从而使得HIV能够影响到未感染的细胞——这一发现解释了一些AIDS并发症的原理。

## 药物研发
一种删去Nef的病毒疫苗已经在恒河猴身上取得了成功的实验成果，惟至今未进行人体试验。
亦有科学家开始筛选具有阻断Nef的功能的潜在药物。

## 拓展阅读
- Piguet V, Trono D. . Rev. Med. Virol. 1999, 9 (2): 111–20. PMID 10386338. doi:10.1002/(SICI)1099-1654(199904/06)9:2<111::AID-RMV245>3.0.CO;2-P.
- Janardhan A, Swigut T, Hill B,  et al. . PLoS Biol. January 2004, 2 (1): e6. PMC 314466 . PMID 14737186. doi:10.1371/journal.pbio.0020006.